# De doodskuur
De doodskuur (Engels: The Death Cure) is een sciencefictionboek van de Amerikaanse schrijver James Dashner. Het boek is het derde deel van de labyrintrenner-trilogie.

## Verhaal
Thomas is ontsnapt uit het labyrint, overleefde de schroeiproeven en moet nu een laatste test ondergaan. Wat WICKED niet weet is dat zijn herinneringen verder teruggaan dan de organisatie vermoedt. Hij moet nu een allerlaatste test ondergaan maar zal ook alles ondernemen om zijn vrienden uit de Laar terug te vinden. Bovenal zal de zoektocht naar de waarheid belangrijk worden.

## Verfilming
Na de verfilming van De labyrintrenner en De schroeiproeven werd ook De doodskuur verfilmd. De film Maze Runner: The Death Cure is in februari 2018 in de bioscopen verschenen.